# Château de Boisbonnard
Le château de Boisbonnard est situé à Villeperdue, en France.

## Localisation
Le château est situé sur le territoire de la commune de Villeperdue dans le département d'Indre-et-Loire en région Centre-Val de Loire.

## Description
Le château de Boisbonnard est une imposante forteresse entourée de douves. De l'ensemble médiéval ne subsistent que cinq tours rondes et les douves. Le logis actuel est le résultat de plusieurs remaniements et adjonctions successives. Le bâtiment principal, du XVIe siècle, fut restauré au XVIIIe siècle, puis en 1856. Au XVIIe siècle, il fut doublé au nord par deux pavillons et prolongé au XIXe siècle par une petite construction.
À l'intérieur du château, le salon abrite des boiseries de style Louis XVI, endommagées durant la Seconde Guerre mondiale. Le salon conserve deux cheminées anciennes des XVIIe siècle et XVIIIe siècle. Les communs de style Empire ont été en grande partie incendiés lors de la dernière guerre, ils ont été prolongés par des bâtiments de style néogothique au XIXe siècle.

## Historique
Le château est un ancien fief relevant du château de Sainte-Maure. En 1285-1313, il était la possession de Pierre Bonnard à qui succéda Jehan de Chambre. Les seigneurs de Boisbonnard sont ensuite inconnus jusqu'au milieu du XVIe siècle. En 1559, il appartenait à Claude de Corbin, écuyer ; en 1666, à Nicolas de Tours ; en 1684, à Henri Paris, conseiller du roi, trésorier général de France à Tours ; en 1758, André-Louis Milon de Mesme, chevalier, seigneur de Villeperdue ; vers 1760, à Alexandre Milon de Mesme, évêque de Valence ; en 1789, à Madeleine-Françoise de Créquy, vicomtesse de Gençay, veuve d'André Milon de Mesme.
Il est inscrit (éléments protégés : les cinq tours ; douves ; escalier droit du logis principal ) au titre des monuments historiques par arrêté du 15 janvier 1990.